# Campeonato Carioca de Futebol de 1959

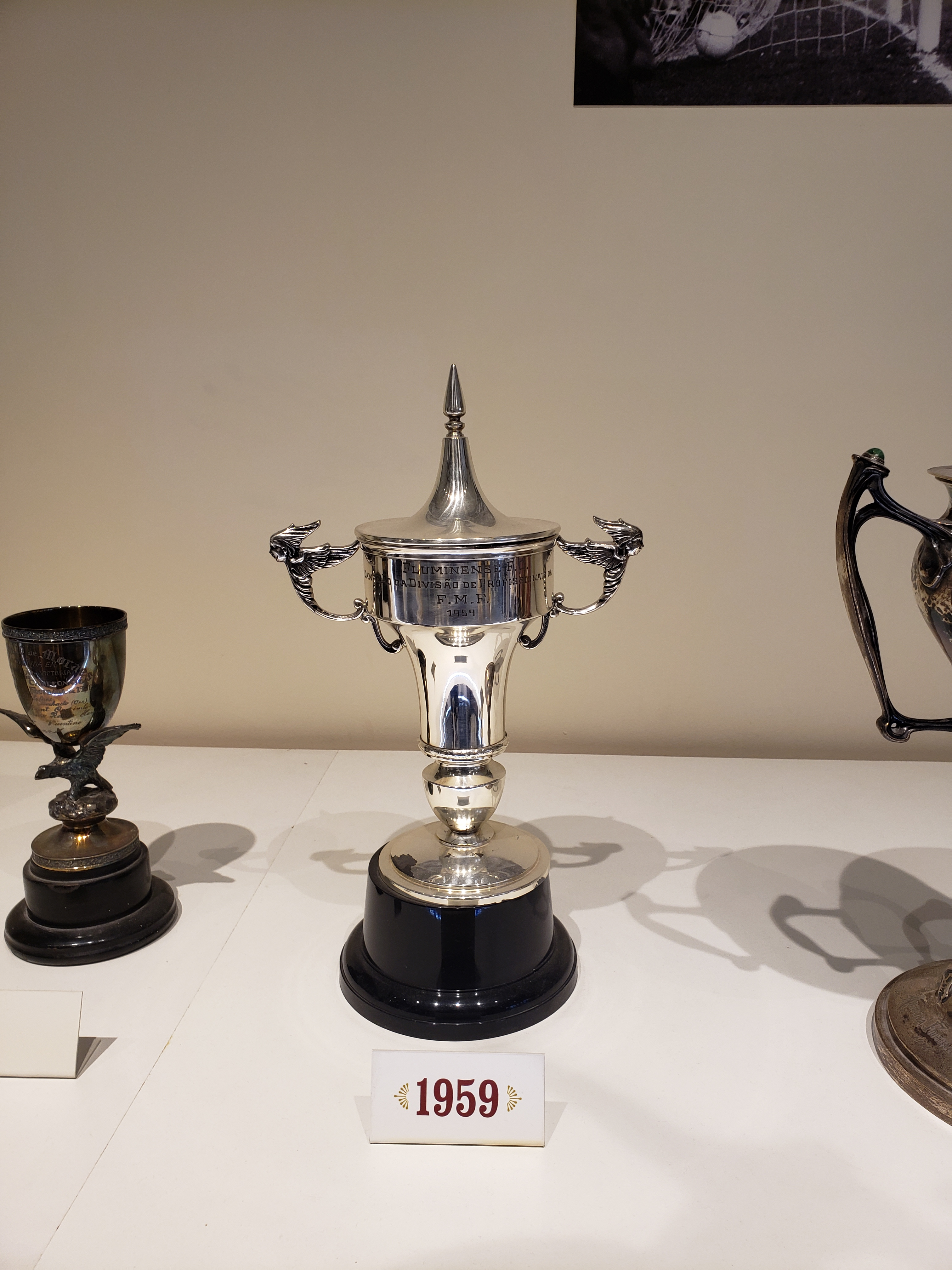
Taça do Campeonato Carioca de 1959.

O Campeonato Carioca de Futebol de 1959 foi a 61.ª edição do torneio, no qual o Fluminense sagrou-se campeão por antecipação na penúltima rodada ao vencer o Madureira perante mais de 40.000 torcedores, tendo sofrido apenas 6 gols em 21 jogos antes do empate festivo contra o Botafogo por 3 a 3 pela rodada final, e apenas uma derrota, para o Bangu, em 30 de agosto, na sétima rodada.
Foram vendidos 1.377.925 ingressos durante a competição.

## Jogo do título
Fluminense 2–0 Madureira
Local: Estádio do Maracanã.
Data: 12/12/1959.
Árbitro: Antônio Viug.
Renda: Cr$ 1.155.384,00.
Público: 40.305 (34.795 pagantes).
Gols: Décio Brito (contra), no 1º tempo e Escurinho no 2º tempo.
Fluminense: Castilho; Jair Marinho, Pinheiro e Altair; Edmilson e Clóvis; Maurinho, Paulinho, Waldo, Telê e Escurinho. Técnico: Zezé Moreira.
Madureira: Silas; Bitum, Salvador e Décio Brito; Frazão e Apel; Nair, Azumir, Zé Henrique; Nelsinho e Osvaldo. Técnico: Lourival Lorenzi.

## Classificação final
| Classificação | Classificação | Classificação | Classificação | Classificação | Classificação | Classificação | Classificação | Classificação | Classificação |
| Pos           | Time          | PG            | J             | V             | E             | D             | GP            | GS            | SG            |
| ------------- | ------------- | ------------- | ------------- | ------------- | ------------- | ------------- | ------------- | ------------- | ------------- |
| 1             | Fluminense    | 38            | 22            | 17            | 4             | 1             | 45            | 9             | +36           |
| 2             | Botafogo      | 32            | 22            | 15            | 2             | 5             | 61            | 28            | +33           |
| 3             | Bangu         | 32            | 22            | 13            | 6             | 3             | 39            | 20            | +19           |
| 4             | Vasco da Gama | 31            | 22            | 14            | 3             | 5             | 60            | 30            | +30           |
| 5             | America       | 29            | 22            | 12            | 5             | 5             | 37            | 23            | +14           |
| 6             | Flamengo      | 28            | 22            | 11            | 6             | 5             | 48            | 25            | +23           |
| 7             | Madureira     | 18            | 22            | 7             | 4             | 11            | 25            | 40            | -15           |
| 8             | Canto do Rio  | 13            | 22            | 4             | 5             | 13            | 20            | 37            | -17           |
| 8             | Olaria        | 13            | 22            | 4             | 5             | 13            | 19            | 40            | -21           |
| 10            | Bonsucesso    | 12            | 22            | 5             | 2             | 15            | 25            | 56            | -31           |
| 11            | São Cristóvão | 11            | 22            | 5             | 1             | 16            | 25            | 53            | -28           |
| 12            | Portuguesa    | 7             | 22            | 3             | 1             | 18            | 13            | 56            | -43           |

## Campanha do campeão
Turno
- 19/Jul      Fluminense 1-0 America  31.375 (27.299 pags.)
- 26/Jul      Bonsucesso 0-1 Fluminense  7.579 pags.  Teixeira de Castro
- 02/Ago      Fluminense 4-0 Canto do Rio  6.212 pags.  Laranjeiras
- 12/Ago      Fluminense 1-0 São Cristóvão  8.857 pags.  Laranjeiras
- 18/Ago      Fluminense 2-1 Portuguesa  11.676 (9.223 pags.)
- 23/Ago      Flamengo 0-0 Fluminense  70.369 (63.984 pags.)
- 30/Ago      Bangu 1-0 Fluminense  21.510 (18.076 pags.)
- 05/Set      Madureira 0-4 Fluminense  2.869 pags.  São Januário
- 13/Set      Fluminense 2-1 Botafogo  52.184 (46.727 pags.)
- 26/Set      Fluminense 1-0 Olaria  9.005 (7.403 pags.)
- 04/Out      Fluminense 2-0 Vasco  65.260 (59.274 pags.)

Returno
- 11/Out      Vasco 1-3 Fluminense  56.945 (45.802 pags.)
- 18/Out      São Cristóvão 0-2 Fluminense  4.868 pags.  Figueira de Melo
- 25/Out      Portuguesa 0-3 Fluminense  2.873 pags.  São Januário
- 01/Nov      Olaria 0-4 Fluminense  2.646 pags. São Januário
- 08/Nov      America 1-1 Fluminense  27.403 (22.916 pags.)
- 14/Nov      Canto do Rio 1-2 Fluminense  10.519 (8.703 pags.)
- 22/Nov      Fluminense 2-0 Flamengo  59.558 (52.964 pags.)
- 28/Nov      Fluminense 5-0 Bonsucesso  12.403 (9.635 pags.)
- 06/Dez      Fluminense 0-0 Bangu  44.405 (39.207 pags.)
- 12/Dez      Fluminense 2-0 Madureira  40.302 (34.795 pags.) - Jogo do título
- 20/Dez      Botafogo 3-3 Fluminense  39.487 (35.142 pags.)

Total de público no Maracanã :  552.401 (481.150 pagantes)
Média de público no Maracanã (15 jogos) :  36.826 (32.076 pagantes)
Total de público pagante em Laranjeiras (2 jogos) : 15.069 (média: 7.535 pagantes)
Total de público pagante em outros estádios (5 jogos) : 20.835 (média: 4.167 pagantes)
Total de público pagante no Campeonato Carioca de 1959 : 517.054  (média : 23.502 pags.)
A população da cidade do Rio de Janeiro apurada no Censo de 1960 seria de 3.281.908 habitantes.

## Premiação
| Campeonato Carioca de 1959      |
| ------------------------------- |
| Rio de Janeiro                  |
| Fluminense Campeão (17° título) |